# Piper asymmetricum
Piper asymmetricum är en pepparväxtart som beskrevs av C. Dc. och Henri François Pittier. Piper asymmetricum ingår i släktet Piper och familjen pepparväxter. Inga underarter finns listade i Catalogue of Life.